# Nart Savski
Nart Savski je naselje u općini Rugvica u Zagrebačkoj županiji.

## Zemljopis
Smješteno je na lijevoj obali rijeke Save 19 km istočno od središta Zagreba, odnosno 7 km jugozapadno od Dugog Sela, 3,5 km sjeverozapadno od Rugvice. Naselje je smješteno na 105 m/nv. Pripada Zagrebačkoj aglomeraciji, u zagrebačkoj mikroregiji Središnje Hrvatske. Formalno je sjedište katoličke župe Uznesenja Blažene Djevice Marije - Savski Nart, dugoselskog dekanata.

## Stanovništvo
Po popisu stanovništva iz 2001. godine u naselju živi 213 stanovnika u 58 kućanstava.
Broj stanovnika:
- 1981.: 33 (10 kućanstava)
- 1991.: 85
- 2001.: 213 (58 kućanstava)

| broj stanovnika | 22    | 26    | 32    | 36    | 45    | 36    | 39    | 40    | 28    | 27    | 24    | 23    | 33    | 85    | 213   | 239   | 199   |
|                 | 1857. | 1869. | 1880. | 1890. | 1900. | 1910. | 1921. | 1931. | 1948. | 1953. | 1961. | 1971. | 1981. | 1991. | 2001. | 2011. | 2021. |

## Povijest
Nart Savski bio je sjedište župe Uznesenja Blažene Djevice Marije od 1334. do 1797. godine, odnosno on je i danas formalno središte, ali zbog čestih poplava rijeke Save, župna crkva je te godine izgrađena u Jalševcu Nartskom, koji je stvarno sjedište župe. Legenda govori kako je prvotno mjesto za novu crkvu bilo određeno u nedalekoj Strugi Nartskoj, ali je preko noći slika Majke Božje čudom preletjela u Jalševec, na mjesto današnje župne crkve. Vjernici su zaključili, da je to njezina volja, pa je tako i bilo. U 16. stoljeću, u Nartu Savskom rođen je Martin Bogdan, 59. po redu zagrebački biskup. 
Od sredine 19. stoljeća Nart Savski je u sastavu dugoselskog kotara, a od sredine prošlog stoljeća u općini Dugo Selo, a od 1993. u općini Rugvica. Naselje se zbog povoljnog smještaja, odnosno blizine grada Zagreba početkom 80-ih godina 20. st. počinje intenzivno naseljavati stanovništvom iz svih krajeva Hrvatske i Bosne i Hercegovine, a poglavito tijekom Domovinskog rata.

## Gospodarstvo
Gospodarska osnova u manjoj mjeri je poljodjelstvo i stočarstvo.